# Eriopyga venipicta
Eriopyga venipicta là một loài bướm đêm trong họ Noctuidae.